# Kazimierz Kostynowicz
Kazimierz Tytus Kostynowicz (ur. 1884, zm. 14 maja 1928 we Lwowie) – polski scenograf, malarz - karykaturzysta, ceramik i rysownik.
Studiował na Akademii Sztuk Pięknych w Krakowie, jego wykładowcami byli Stanisław Wyspiański, Leon Wyczółkowski i Jacek Malczewski. Od 1912 był instruktorem w lwowskich Polskich Drużynach Strzeleckich, 4 października 1914 wstąpił do Legionów Polskich. Został przydzielony do Centralnego Urzędu Ewidencyjnego przy Departamencie Wojskowym Naczelnego Komitetu Narodowego, a po jego rozwiązaniu pod koniec 1916 został zaszeregowany jako hospitant 1 Pułku Artylerii. Po dwóch miesiącach przeniesiono go do 6 Pułku Piechoty z którego został przeniesiony na 6 Kurs Wyszkolenia w Zambrowie, gdzie stworzył liczną kolekcję karykatur obrazujących życie codzienne polskich żołnierzy pod rozkazami niemieckich dowódców. W późniejszym czasie przeniesiono go do Dowództwa Uzupełnień Polskiego Korpusu Posiłkowego i awansował do stopnia porucznika. W czynnej służbie wojskowej dosłużył się stopnia kapitana WP. Podczas pobytu Polskiego Korpusu Posiłkowego w Przemyślu stan zdrowia Kazimierza Kostynowicza się pogorszył, zagrożony gruźlicą 24 października 1917 został skierowany na urlop zdrowotny do Zakopanego, skąd powrócił do Lwowa gdzie ukrywał rodaków zbiegłych z armii austriackiej. W 1918 brał udział w obronie Lwowa. Po przejściu do rezerwy został zawodowym ilustratorem książek, szczególnie literatury dla dzieci. Od 1927 rozpoczął współpracę z teatrami we Lwowie, gdzie tworzył scenografię do przedstawień. Wiadomo, że tworzył scenografię do „Wesela” w Teatrze Kasyno i do „Intryg i miłości” w Teatrze Małym. Zmarł po długiej chorobie płuc 14 maja 1928 roku.